# Sean Faris
Sean Hardy Faris (ur. 25 marca 1982 w Houston) – amerykański aktor telewizyjny i producent filmowy.

## Życiorys
Urodził się w Houston, w stanie Teksas jako syn Warrena Stephena Farisa i Katherine Irene Ann Miller. W wieku dwunastu lat przeprowadził się z matką do Cleveland, w stanie Ohio. Ma brata i siostrę przyrodnią. Grał w piłkę nożną, koszykówkę i baseball, a także był nurkiem w zespole pływackim. W 2000 roku ukończył z zaszczytami szkołę średnią Padua Franciscan High School w Parmie, w stanie Ohio. 
Następnie przeprowadził się do Los Angeles, gdzie kilka tygodni później rozpoczął karierę filmową od występu w Pearl Harbor (2001). Brał udział w castingu do filmu Rozważni i romantyczni – Klub miłośników Jane Austen (2007).

## Filmografia

### Aktor

#### Filmy fabularne
- 2012: Gwiazdka z Holly jako Mark Nagle
- 2011: Zaginiona Walentynka jako Lucas
- 2011: Freerunner jako Ryan
- 2010: King of Fighters jako Ayo
- 2009: Ghost Machine jako Tom
- 2009: Brooklyn to Manhattan jako Logan
- 2009: The Glass Eye jako Danny
- 2009: Król wojowników jako Kyo Kusanagi
- 2008: Niezłomny (Forever Strong) jako Rick Penning
- 2008: Po prostu walcz! (Never Back Down) jako Jake Tyler
- 2005: Twoje, moje i nasze (Yours, Mine and Ours) jako William Beardsley
- 2004: Piżama party (Sleepover) jako Steve
- 2002: House Blend jako Chris Reed
- 2001: Twisted jako Fernando Castillo
- 2001: Pearl Harbor jako artylerzysta Danny’ego
- 2001: Przymierze II: Magowie (The Brotherhood II: Young Warlocks) jako John Van Owen

#### Seriale tv
- 2013-2014: Słodkie kłamstewka (Pretty Little Liars) jako oficer Gabriel Holbrook
- 2009: Pamiętniki wampirów (The Vampire Diaries) jako Ben
- 2005: Pojednanie (Reunion) jako Craig
- 2004-2005: Life As We Know It jako Dino Whitman
- 2003-2006: Eve jako Chip (gościnnie)
- 2003: Pogoda na miłość (One Tree Hill) jako chłopak z ogólniaka (gościnnie)
- 2001-2002: Odlotowa małolata (Maybe It's Me) (gościnnie)
- 2001: Tajemnice Smallville (Smallville) jako Byron Moore (gościnnie)
- 2000-2003: Świat nonsensów u Stevensów (Even Stevens) jako Scott Brooks (gościnnie)
- 2000-2004: Boston Public jako Troy Mooney (gościnnie)
- 1999-2002: Undressed jako Darren

### Producent
- 2009: The Glass Eye